# Línea 113 (Rosario)
La Línea 113 es una línea de colectivos de la ciudad de Rosario, Argentina. 
Anteriormente el servicio de la línea 113 era prestado desde sus orígenes y bajo denominación de línea E por Empresa El Ñandú S.R.L., luego por Sociedad de Transportes Línea E S.R.L., U.T.E. Ovidio Lagos (cambiando su denominación a línea 113), Las Delicias Transporte Automotor S.R.L., y finalmente Sociedad del Estado Municipal para el Transporte Urbano Rosario -SEMTUR- hasta el 31 de diciembre de 2018, ya que a partir del 1° de enero de 2019, la empresa Movi se hizo cargo de la línea.

## Recorrido

### 113
Servicio diurno y nocturno.

### Ramal único: Av. Víctor Mercante y Avenida Nansen (Shooping Portal Rosario)
IDA: Desde Av. Abanderado Grandoli y José María Gutiérrez, José María Gutiérrez, Pavón, Av. José Uriburu, 1.º de Mayo, Bulevar Juan Francisco Seguí, Avenida José Amenábar, Maipú, Rueda, Bartolomé Mitre, José Gálvez, Mariano Moreno, Bulevar 27 de Febrero, Avenida Francia, Av Presidente Perón, Iriondo, San Luis, Vera Mujíca, Santa Fe, San Nicolás, Tucumán, Avenida Francia, Gualberto Venesia, Avenida Francia, Avenida Luís Gandido Carballo, Vélez Sarsfield, Bulevar Nicolás Avellaneda, Avenida Genova, Ferreyra, Avenida de los Trabajadores, Salvador Allende, Avenida Nansen hasta Víctor Mercante.
Regreso:Desde Víctor Mercante y Avenida Nansen, Víctor Mercante, Avenida Genova, Avenida Alberdi, Casilda, Bulevar Nicolás Avellaneda, Junín, Avenida Francia, Gualberto Venesia, Avenida Francia, Justo José de Urquiza, Cafferata, Avenida Presidente Perón, Avenida Ovidio Lagos, Bulevar 27 de Febrero, Balcarce, Benjamín Virasoro, Sarmiento, Uruguay, Juan Manuel de Rosas, Avenida José Uriburu, Avenida Abanderado Granados hasta José María Gutiérrez.